# Parafia św. Bartłomieja w Goraju
Parafia Świętego Bartłomieja w Goraju – parafia należąca do dekanatu Biłgoraj – Północ diecezji zamojsko-lubaczowskiej. Została utworzona w 1379. Mieści się przy ulicy Kościelnej.
Parafialne uroczystości odpustowe odbywają się 8 maja ku czci św. Stanisława i 24 sierpnia ku czci św. Bartłomieja.

## Zasięg parafii
Do parafii należą wierni z miejscowości: Bononia, Goraj, Łada, Malinie, Zagrody, Zastawie.